# Skeppsbroadeln

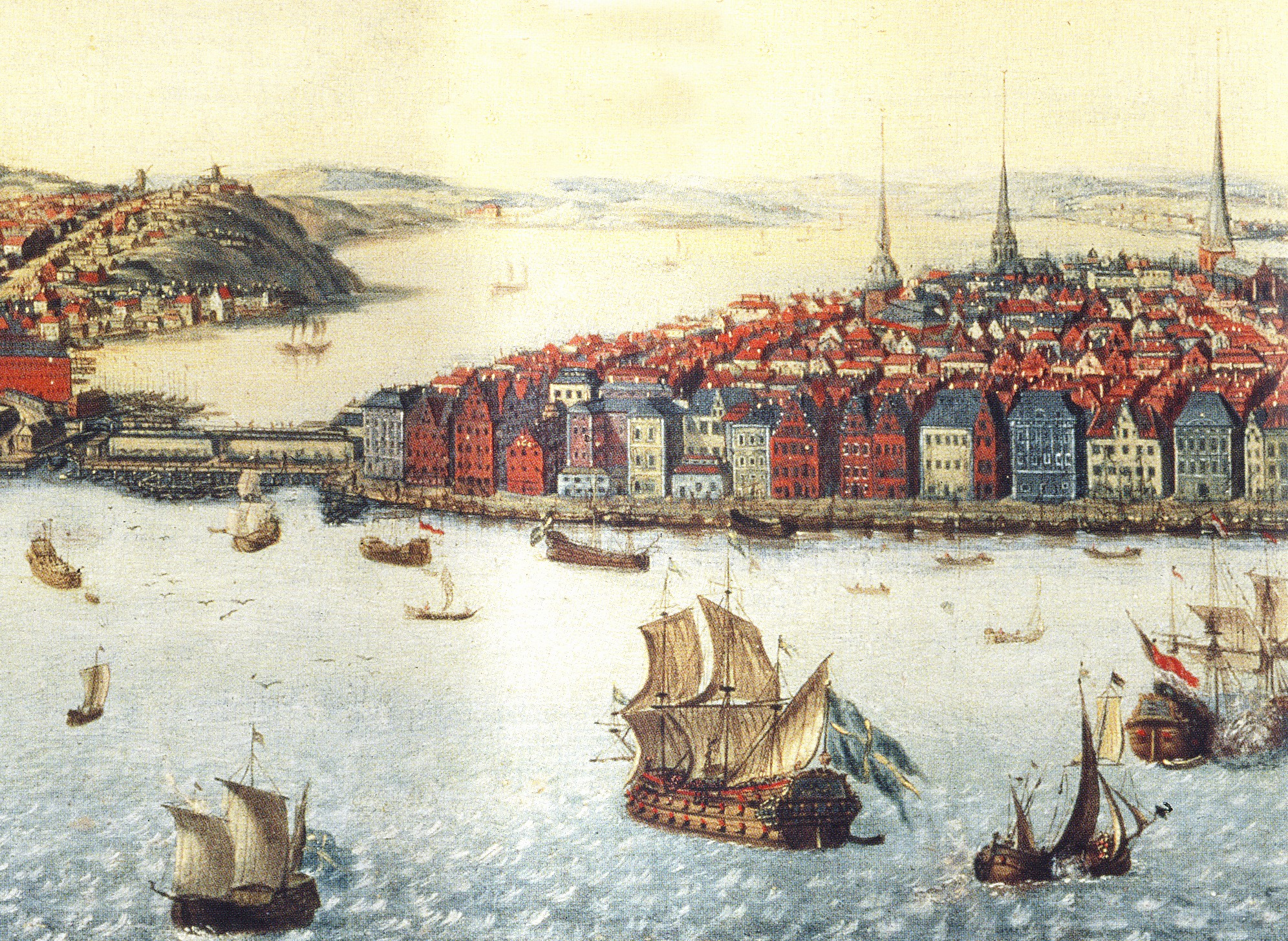
Skeppsbron i Stockholm vid slutet av 1600-talet.

Skeppsbroadeln är en benämning på de förmögna handelsmän och grosshandlare som var verksamma i Stockholm från slutet av 1600-talet till början av 1800-talet. Många av dem hade sina kontor och bostäder samt lager och magasin vid Skeppsbron i Gamla stan, tillika Sveriges viktigaste hamn under 1700-talet, där fartyg lastade varor till och från Sverige. Skeppsbroadeln dominerade utrikeshandeln i Sverige, framför allt genom export av järn. 

## Begreppet skeppsbroadeln
Begreppet ”skeppsbroadeln” myntades på 1700-talet och var ursprungligen en ironisk benämning på de socialt uppåtsträvande storköpmännen, med betydande ekonomiska tillgångar, som användes av den svenska adeln. Trots att de förmögna borgerliga köpmannafamiljerna i kultur och bildning var likvärdiga den svenska adeln fanns det hos dem länge ett visst förakt för de rika borgare som gift in sig i bördsadeln.

## Historia
| Exempel på handelspalats som skeppsbroadeln lät uppföra. Thunska palatset (även kallat Hebbeska huset), Skeppsbron 36, byggt ca 1675. Küselska huset, Skeppsbron nr 40, byggt 1701. Foton från 2009. |  | Exempel på handelspalats som skeppsbroadeln lät uppföra. Thunska palatset (även kallat Hebbeska huset), Skeppsbron 36, byggt ca 1675. Küselska huset, Skeppsbron nr 40, byggt 1701. Foton från 2009. |
| Exempel på handelspalats som skeppsbroadeln lät uppföra. Thunska palatset (även kallat Hebbeska huset), Skeppsbron 36, byggt ca 1675. Küselska huset, Skeppsbron nr 40, byggt 1701. Foton från 2009. |  | |

Skeppsbroadeln växte fram ur den internationellt inriktade grosshandeln och järnframställningen under 1600-talet då familjerna de Geer och de Besche gjorde sig bemärkta. Under 1700-talet fanns det omkring 150 exportföretag i Stockholm, och de tio största handelshusen – av vilka de flesta hörde till skeppsbroadeln – stod för mer än hälften av exportens årliga värde. Från Sverige exporterades stångjärn, koppar, trä, beck och tjära. Till landet importerades bland annat spannmål, salt, kryddor, te och råvaror till textilier. Den viktigaste exportvaran var järn, som i början av frihetstiden (1718–1772) utgjorde 75 procent av hela Sveriges exportvärde.
Den internationella handeln medförde att många utländska handelsmän etablerade sig i Sverige. De kom från Tyskland, Nederländerna, Frankrike och de brittiska öarna och bosatte sig framför allt i Göteborg och Stockholm. De flesta av dem var reformert kristna, och många hade flytt undan religionsförföljelser i sina hemländer. Genom sina kontakter utomlands kunde de framgångsrikt driva sina affärer och även bidra med att finansiera svensk järnframställning och export med utländskt kapital.

### Skeppsbroadelns verksamheter

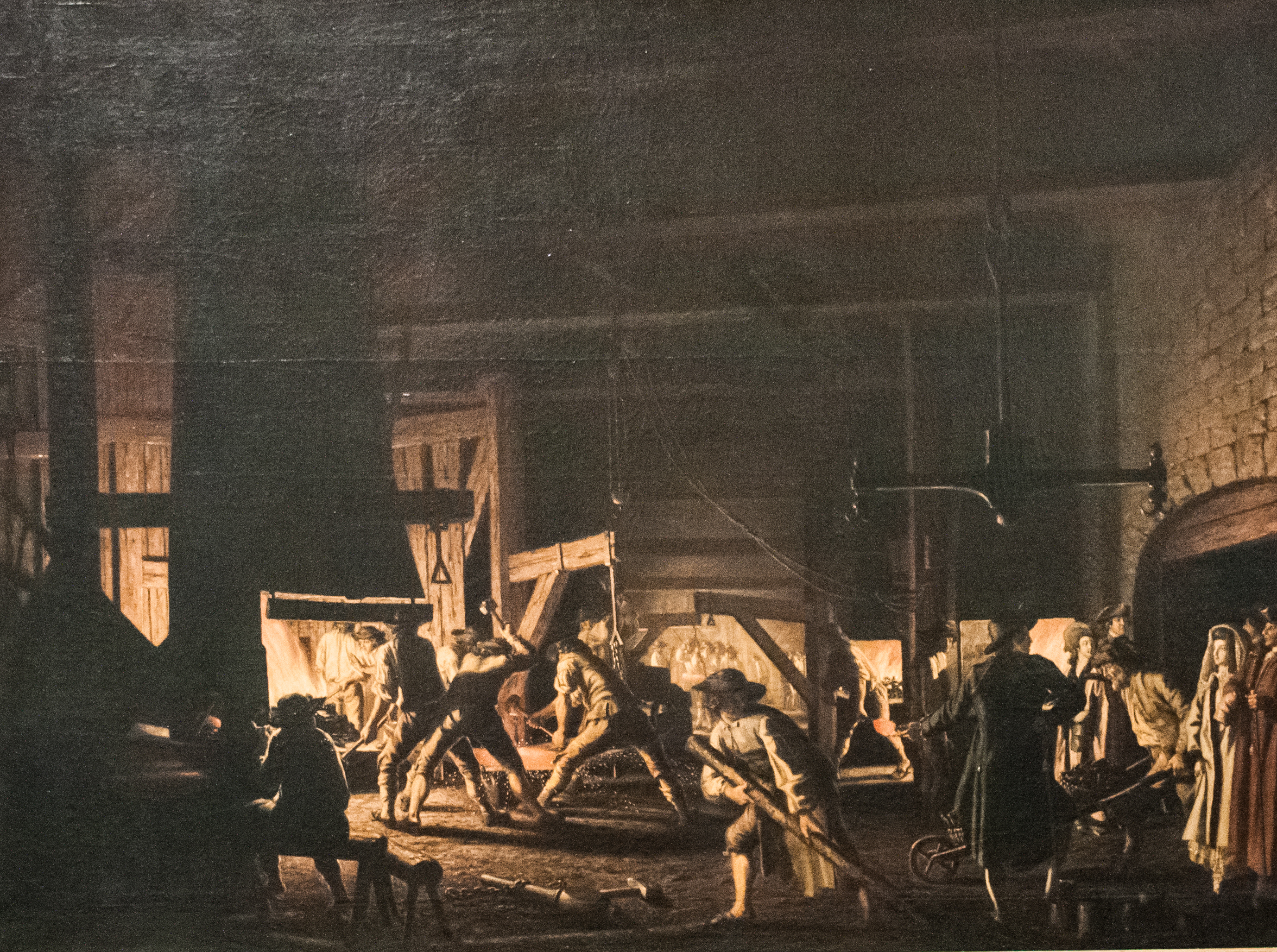
Brukspatron Adolf Ulrik Grill och hustrun Anna Johanna besöker smederna i Söderforsbruks ankarsmedja. Målning av Per Hilleström 1782.

Familjer som Lefebure, Grill, Worster, Hebbe, Jennings, Plomgren, Petersen, Conradi, Koschell och Kierman tillhörde gräddan av skeppsbroadeln. De hade sin glansperiod under frihetstiden (1718–1772), bland annat tack vare att de genom hattpartiet, som de stödde, lyckades få igenom en ekonomisk politik med monopol, subsidier och särbestämmelser som gynnade dem själva.
De förmögna köpmännen drev handelshus och var delägare i olika handelskompanier, manufakturer och skepp. Flera av dem var direktörer i Svenska ostindiska kompaniet under dess andra oktroj (ungefär: licensperiod) 1746–1766. Direktörer i Ostindiska kompaniet var bland andra Georg Henrik Conradi, Johan Abraham Grill, Simon Bernhard Hebbe, Herman Petersen, Anders Plomgren och Robert Finlay. Svenska Västindiska Kompaniet, känt för sin slavhandel, som grundades 1786 och var verksamt till 1805, hade åtskilliga aktieägare ur skeppsbroadeln:  Joachim Daniel Wahrendorff, Johan Abraham Grill, Simon Bernhard Hebbe, Niclas Pauli, handelshusen Tottie & Arfwedson och Bohman, Hassel & Görges, med flera.
Köpmännen förmedlade också krediter hos utländska aktörer och bedrev låne- och förlagsverksamhet. Förlagsverksamheten ledde bland annat till att de blev mer integrerade i bruksrörelsen. Köpmännen övertog flera järnbruk när brukspatroner inte kunde betala sina skulder eller uppfylla avtalet. Andra bruk köpte de, eller anlade själva, för att ha kontroll över hela produktionskedjan och som en investering i fast egendom. Dessutom gav bruken dem en socialt sett finare ställning. De utvecklade bruken tekniskt samt byggde herrgårdar, anlade parker och skapade brukssamhällen, som de i Söderfors och Forsmark.
Skeppsbroadeln tog initiativ till ett antal institutioner som gav dem stor makt inom sitt handelsområde, bland annat Jernkontoret, Saltkontoret och Växelkontoret (det senare initierat av släkterna Grill, Lefebure och Clason). De hade även stort inflytande i Stockholms och statens råd och myndigheter.
Skeppsbroadeln skapade nätverk genom giftermål familjerna emellan. Nästan alla betydande köpmän i Stockholm var släkt med varandra och hade med största sannolikhet ett kartelliknade samarbete.Som exempel på giftermål kan nämnas familjen Bedoire som gifte bort sina döttrar med förmögna köpmän – Maria med Henri Lefebure, Maria Christina med Frans Jennings med vilken hon fick sonen John Jennings, Charlotta med Johan Henrik Lefebure, Magdalena med Herman Petersen och Sara med Christoffer Pauli. Deras dotter Maria Elisabet gifte sig med Abraham Arfwedson. John Jennings, Maria Christina Bedoires son, gifte sig med Thomas Plomgrens dotter Sofia. Genom dessa giftermål kom de även att stå nära familjerna Grill och Tottie. Familjen Conradi var nära besläktad med familjerna Koschell, König, Groen och Küsell.

### Förändringar under och efter 1760-talet

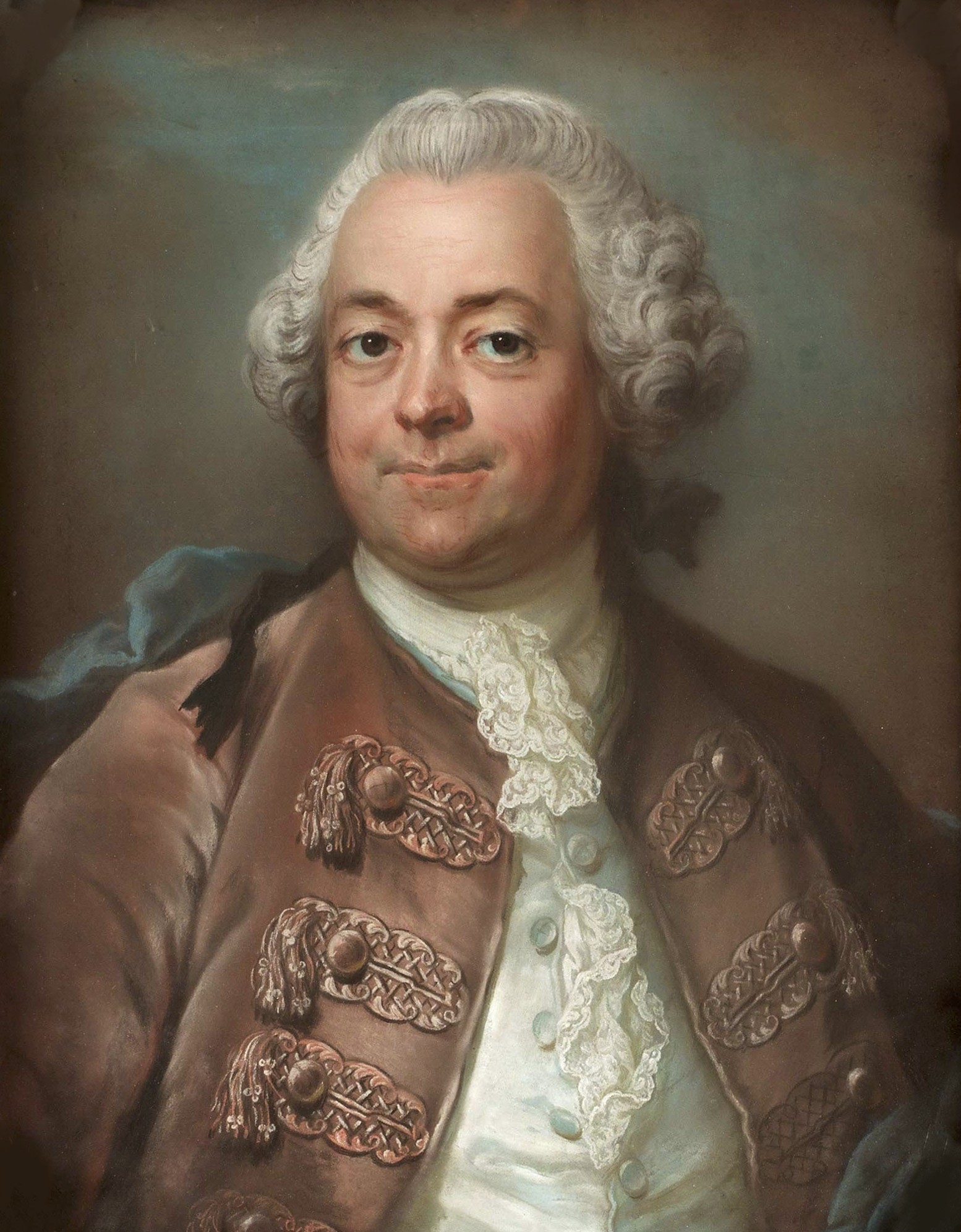
Grosshandlaren Herman Petersen (1713–1765) blev hårt ansatt under 1765 års "växelkontorsskandal". Målning av Gustaf Lundberg.

Mellan åren 1738 och 1764 samt 1768 till 1800 rådde inflation och allmänna prisstegringar med närmare 200 procent. De stora handelshusen genomgick svårigheter men klarade sig bland annat tack vare att deras fordringars och fastigheters realvärde inte sjönk i takt med inflationen. De som drabbades var befolkningen och småföretagarna.
År 1763 uppstod en internationell finanskris som följdes av stagnation i Sverige. Flera mindre handelshus gick på grund av krisen i konkurs.
Två år senare tog mösspartiet över makten genom Riksdagen 1765–1766, och därefter inledde man en räfst mot de rika köpmännen. Mösspartiets framstötar kulminerade i den så kallade Växelkontorsskandalen, då en handfull personer ur skeppsbroadeln anklagades för att ha gjort orättfärdiga vinster och förorsakat statskassan förluster. De som framförallt drabbades var Clas och Johan Abraham Grill, Herman Petersen, Johan Henrik Lefebure och Gustaf Kierman. De familjer som under första hälften av 1700-talet varit dominerande förlorade härigenom sin tidigare ställning.
Skeppsbroadeln kom nu att domineras av andra. Efter 1760-talet framträdde de tyska handelsfamiljer (bland andra Koschell, Beskow, Deneke, Wahrendorff, Pauli och Schön) som var stora importörer av spannmål och textilvaror, och dessa stärkte nu även sin position som exportörer av järn. De största exportörerna under denna period var dock handelshusen Tottie & Arfwedson och Bohman, Hassel & Görges.
År 1820 stod de tio största handelshusen för hela 70 procent av den svenska exportens samlade värde. Därefter började skeppsbroadelns tillbakagång.

### Skeppsbroadelns tid är till ända
Under 1800-talet försvann så sakteliga skeppsbroadeln; handelshusen förlades nu på Södermalm och inte i Gamla stan och vid Skeppsbron. Dessutom hade många köpmannafamiljer i andra eller tredje generationen övergått från handel till bruksrörelse. Detta gällde bland annat familjerna Grill, Tottie, Jennings, Lefebure, Wahrendorff och Björkman.
Men framför allt förändrades förutsättningarna för deras affärer. Dels skärptes den internationella konkurrensen, dels skedde en kraftig teknisk och teknologisk utveckling av järnframställningen, och dels infördes liberaliseringar av de regleringar och privilegiesystem som tidigare styrt järnhanteringen.

## Köpmän i skeppsbroadeln (urval)
- Carl Kristoffer Arfwedson
- Thomas Fredrik Morsing
- Georg Henrik Conradi
- Jean Bedoire den yngre
- Bernhard Beskow den äldre
- Bengt Magnus Björkman
- Carl Fredrik Bohnstedt
- Johan Clason
- Isaac Clason
- Claes Grill
- Lorentz Görges
- Christian Hebbe den äldre
- Gustaf Kierman
- Johan Henrik Lefebure
- Herman Petersen
- Thomas Plomgren
- Johan Schön
- Charles Tottie